# イブニングらじかん 三上公也です
イブニングらじかん 三上公也です（イブニングらじかんみかみきみやです）は、ラジオ関西が2005年4月4日から2006年3月31日まで放送された夕方の情報ワイド番組である。放送時間は月‐金曜日16:30~17:30。
元々の番組は「CLICK TODAY」シリーズ。最初は女性パーソナリティーをメインに担当した「EVENING MUSIC PRESS・CLICK TODAY」。その後2003年度から2年間三上公也がメイン担当となり「三上公也 CLICK TODAY」として放送された。タイトルが示すとおり最新のニュースに関連してインターネットやファクスなどで生放送で意見交換をしながら、ニュース・情報を伝えた内容だった。
この「CLICK TODAY」シリーズに代る新番組として三上一人で番組を進行することとなった。「らじかん」はラジオ関西の略。
番組ではその日一日のニュースに加え、兵庫県からのお知らせを提供する「イブニングひょうご」（毎日16:46ごろ）と「こんにちは!こちら県民局です」（毎週木曜17:09ごろ）、またリスナーからのリクエスト音楽にも積極的に答えている。
2006年度春季編成から三上の番組はラジ関モーニング 三上公也です（平日5:50-9:00）に移動した。